# Rally Príncipe de Asturias de 1985
El Rally Príncipe de Asturias de 1985, oficialmente 22.º Rally Internacional Príncipe de Asturias, fue la vigésimo segunda edición, la 41 cita de la temporada 1985 del Campeonato de Europa de Rally y la novena de la temporada 1985 del Campeonato de España de Rally. Se celebró del 20 al 22 septiembre y contó con un itinerario sumaban un total de 481 km cronometrados.

## Clasificación final
| Pos. | Piloto                | Copiloto              | Automóvil                     | Tiempo  | Diferencia |
| ---- | --------------------- | --------------------- | ----------------------------- | ------- | ---------- |
| 1.   | Salvador Servià       | Jordi Sabater         | Lancia 037 Rally              | 4:16:26 | 0.0        |
| 2.   | Carlos Sainz          | Antonio Boto          | Renault 5 Turbo Tour de Corse | 4:17:16 | +0:50      |
| 3.   | Beny Fernández        | José López Orozco     | Opel Manta 400                | 4:18:29 | +2:03      |
| 4.   | Josep Arqué           | Xavier Muntañola      | Opel Manta GT/E               | 4:45:41 | +29:15     |
| 5.   | José Bernardo Pino    | Cándido Marcos        | Ford Fiesta XR2 Mk2           | 4:51:13 | +34:47     |
| 6.   | Josep Bassas          | María Pilar Mas       | Renault 11 Turbo              | 4:52:45 | +36:19     |
| 7.   | Alfonso Loza          | Manuel Larrarte       | Opel Corsa SR                 | 4:53:08 | +36:42     |
| 8.   | «Rizos»               | José Luis Gutiérrez   | BMW 323i E30                  | 4:53:51 | +37:25     |
| 9.   | José Manuel Hernández | Mercedes Rueda        | Renault 5 Turbo               | 4:53:52 | +37:26     |
| 10.  | Juan Carlos Pradera   | Francisco Zubizarreta | Peugeot 205 GTI 1.6           | 4:55:18 | +38:52     |